# Автошлях E34
Європейський маршрут Е34 — європейський автомобільний маршрут категорії А, що з'єднує міста Брюгге (Бельгія) та Бад-Ейнгаузен (Німеччина). Довжина маршруту — 489 км.

## Міста, через які проходить маршрут
Маршрут Е34 проходить через 3 європейські країни:
- : Брюгге - Антверпен -
- : Венло -
- : Дуйсбург - Обергаузен - Бад-Ейнгаузен

Е70 пов'язаний з маршрутами
|  |  |  |  |  |  |

## Фотографії

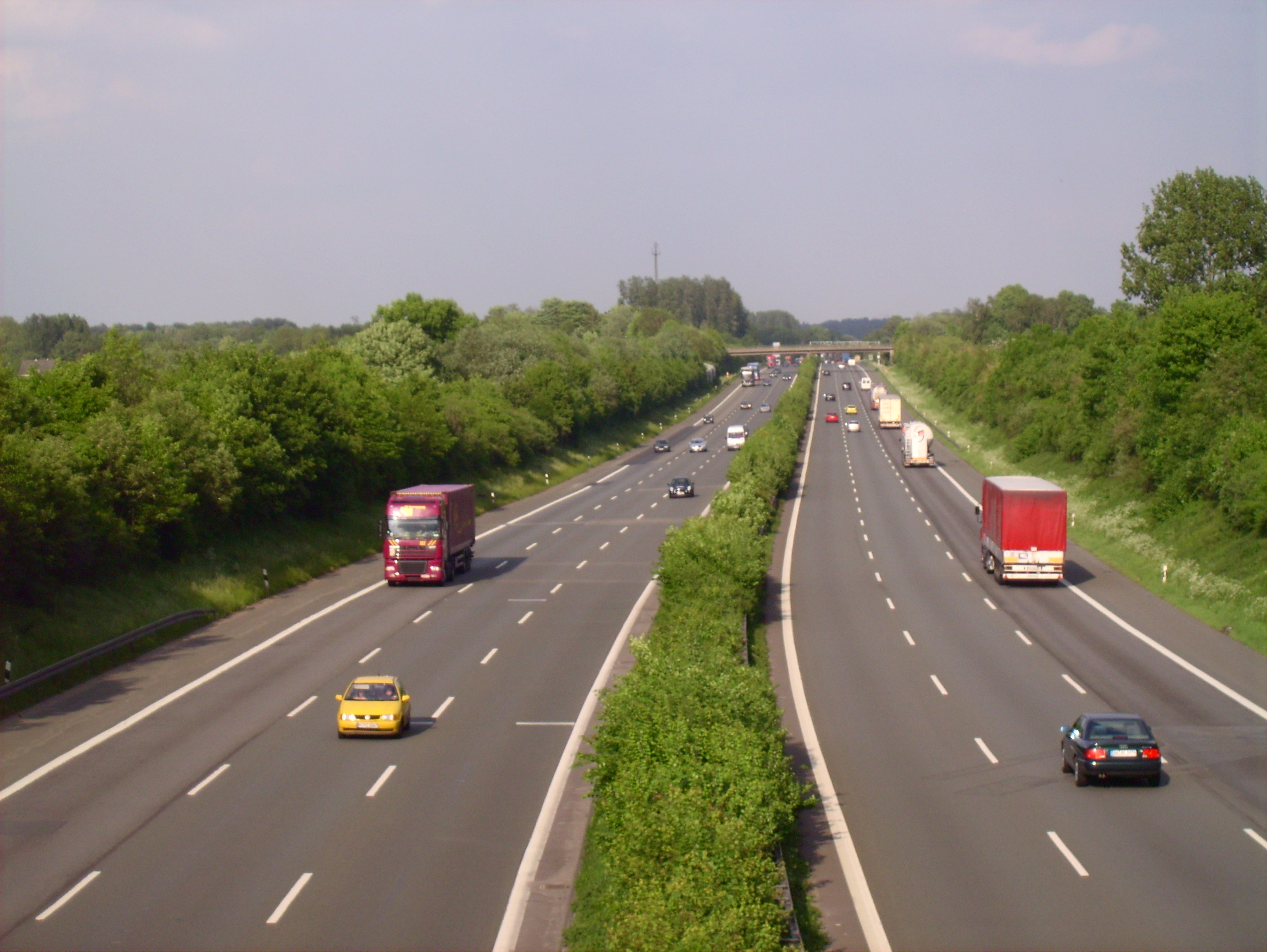
Е34 біля Камена, Німеччина
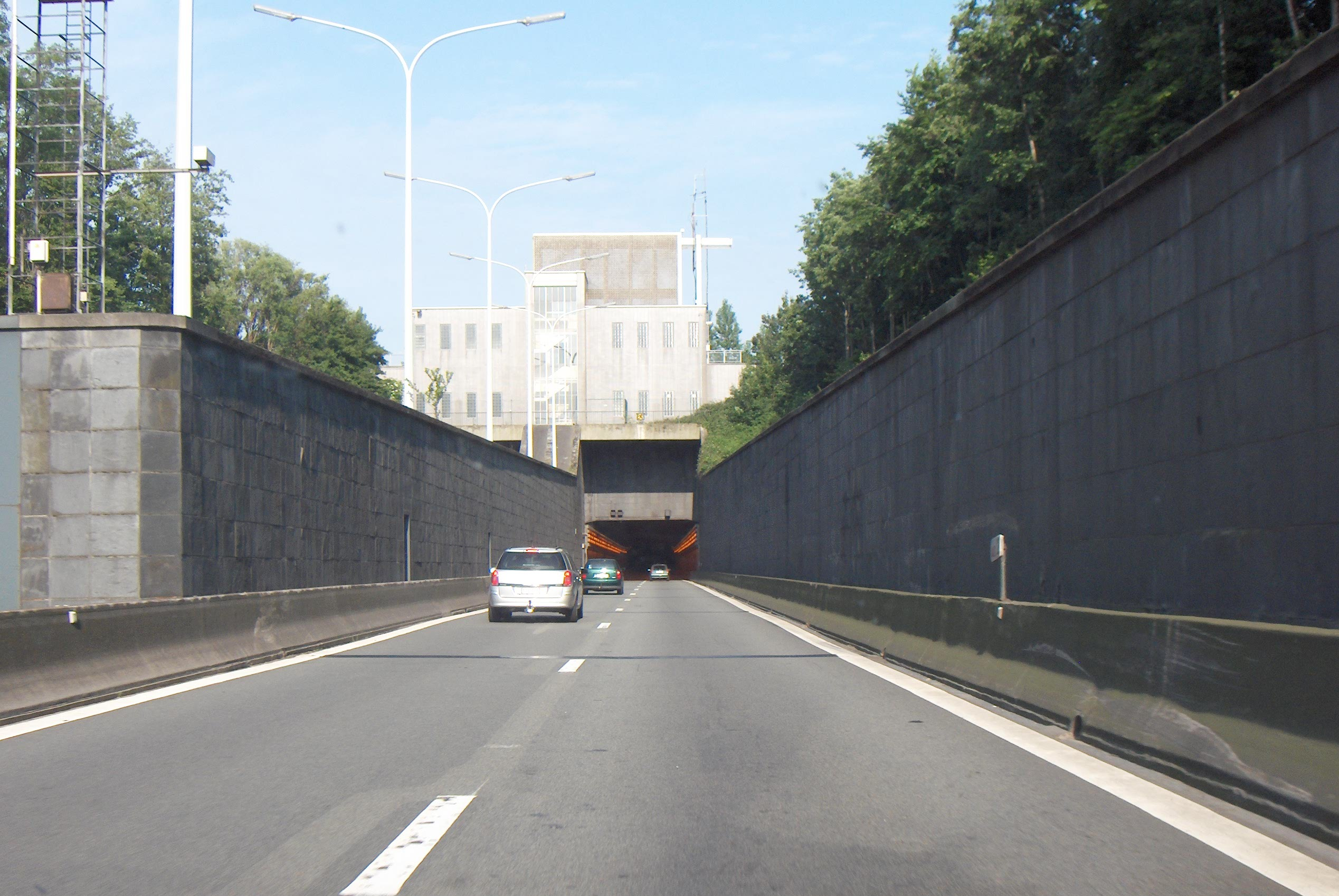
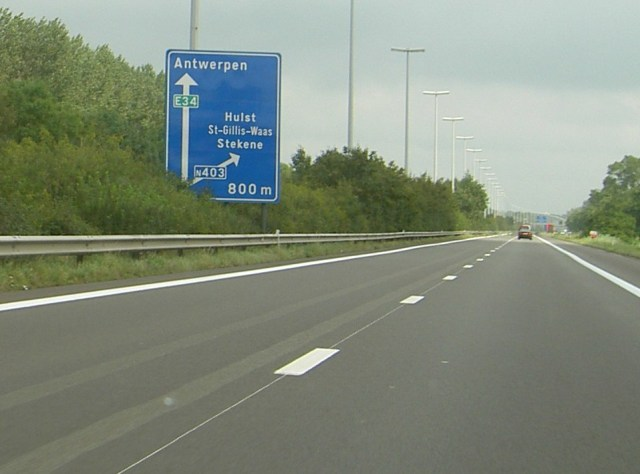
Е34 в  Бельгії
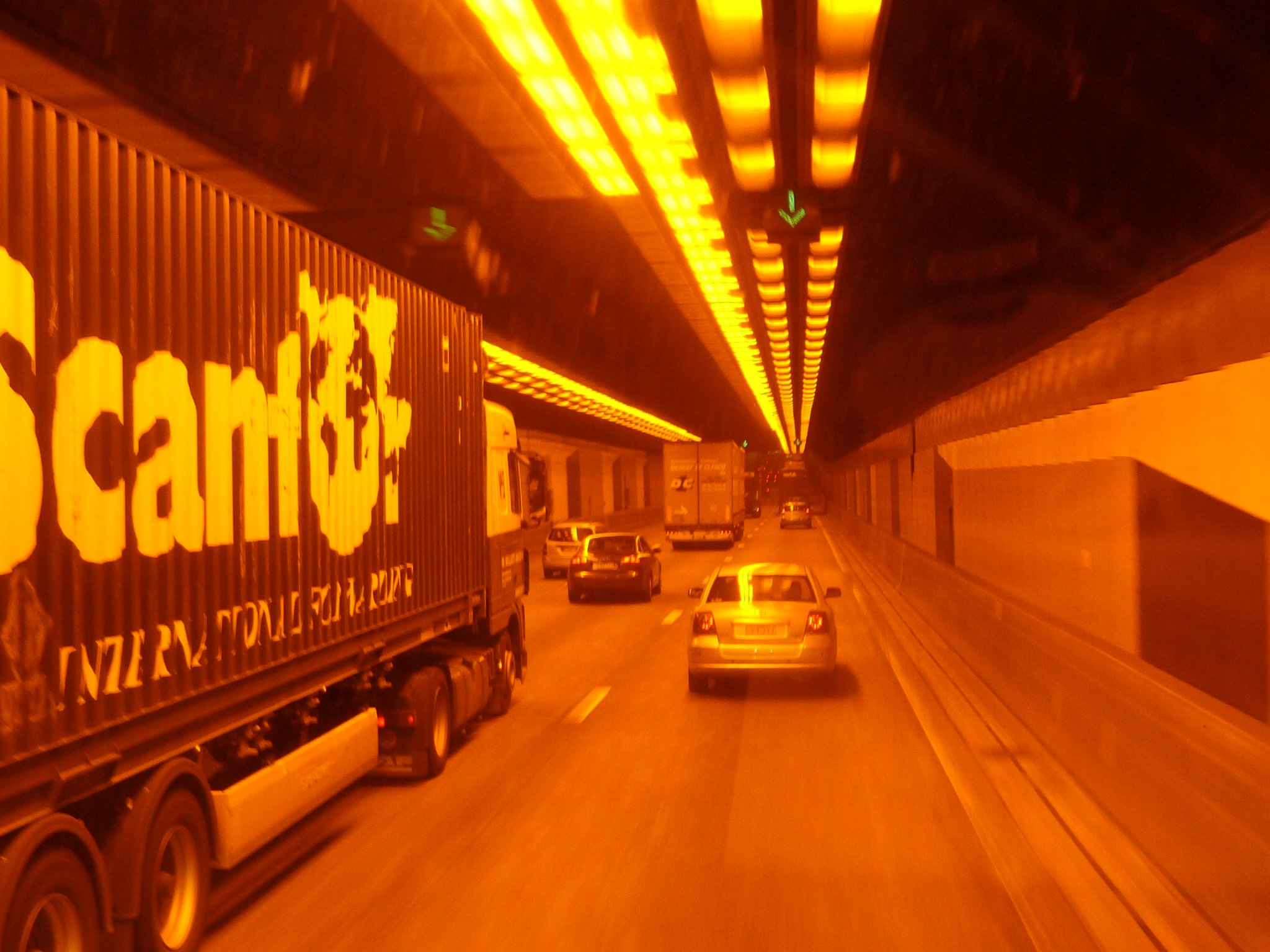
Тунель в Антверпені, Бельгія

## Див. Також
- Список європейських автомобільних маршрутів